# Väinö Tiihonen
Väinö Petter Tiihonen (ur. 28 listopada 1912 w Helsinkach, zm. 27 lipca 1957 w Kuopio) – fiński skoczek narciarski, reprezentant kraju, olimpijczyk.

## Kariera
Väinö Tiihonen w trakcie kariery sportowej zyskał pseudonim "Puijon Peipponen" (pl. Zięba Puijo). Słynął z próbowania różnych stylów skoków, a także ze swojej odwagi w wykonywaniu dalekich oraz pięknych lądowań. 27 stycznia 1929 roku oddał pierwszy skok na nowej skoczni narciarskiej Puijo w Kuopio. Podczas igrzysk narciarskich 1931 w Lahti zdobył srebrny medal, natomiast na igrzyskach narciarskich 1934 zajął 4. miejsce.
Na igrzyskach olimpijskich 1936 w Garmisch-Partenkirchen oraz na mistrzostwach świata 1938 w Lahti zajmował 9. miejsce. Wygrywał także międzynarodowe zawody w 1931, 1932, 1936 oraz 1938 roku.
20 marca 1949 roku oddał inauguracyjny skok na nowo zbudowanej 90-metrowej skoczni narciarskiej Puijo w Kuopio.

## Igrzyska olimpijskie

### Indywidualnie
| 1936 Garmisch-Partenkirchen | – | 9. miejsce |

### Starty V. Tiihonena na igrzyskach olimpijskich – szczegółowo
| Miejsce | Dzień     | Rok  | Miejscowość            | Skocznia             | Punkt K | Konkurs  | Skok 1 | Skok 2 | Nota      | Strata   | Zwycięzca   |
| ------- | --------- | ---- | ---------------------- | -------------------- | ------- | -------- | ------ | ------ | --------- | -------- | ----------- |
| 9.      | 16 lutego | 1936 | Garmisch-Partenkirchen | Große Olympiaschanze | K-80    | indywid. | 71,5 m | 70,0 m | 215,3 pkt | 16,7 pkt | Birger Ruud |

## Mistrzostwa świata

### Indywidualnie
| 1938 Lahti | – | 9. miejsce |

### Starty V. Tiihonena na mistrzostwach świata – szczegółowo
| Miejsce | Dzień     | Rok  | Miejscowość | Skocznia     | Punkt K | Konkurs  | Skok 1 | Skok 2 | Nota      | Strata  | Zwycięzca    |
| ------- | --------- | ---- | ----------- | ------------ | ------- | -------- | ------ | ------ | --------- | ------- | ------------ |
| 9.      | 27 lutego | 1938 | Lahti       | Salpausselkä | K-65    | indywid. | 61,5 m | 63,5 m | 217,1 pkt | 9,3 pkt | Asbjørn Ruud |

## Życie prywatne
Väinö Tiihonen zmarł 27 lipca 1957 roku w Kuopio.
Wnukiem Tiihonena jest raper Cheek (Jare Tiihonen, ur. 1981).